# Mögsjön (Karlskoga socken, Värmland, 656953-143518)
Mögsjön är en sjö i Karlskoga kommun i Värmland och ingår i Norrströms huvudavrinningsområde. Sjön har en area på 0,201 kvadratkilometer och ligger 180,3 meter över havet.

## Delavrinningsområde
Mögsjön ingår i det delavrinningsområde (656843-143562) som SMHI kallar för Utloppet av Storsjön. Medelhöjden är 188 meter över havet och ytan är 13,51 kvadratkilometer. Det finns inga avrinningsområden uppströms utan avrinningsområdet är högsta punkten. Lillån som avvattnar avrinningsområdet har biflödesordning 2, vilket innebär att vattnet flödar genom totalt 2 vattendrag innan det når havet efter 266 kilometer. Avrinningsområdet består mestadels av skog (85 procent). Avrinningsområdet har 2,03 kvadratkilometer vattenytor vilket ger det en sjöprocent på 15 procent.